# Al camerino
Al camerino es un cuadro del año 1900 realizado por el artista español nacido en Málaga Pablo Picasso, con pintura al pastel sobre papel, y depositado en el Museo Picasso de Barcelona.

## Contexto histórico y artístico
Al final de octubre de 1900  Picasso viajó por primera vez a París. Le acompañaba su amigo, el pintor Carles Casagemas i Coll. Le habían seleccionado la obra Últimos momentos para ser exhibida en la  Exposición Universal que tenía lugar en la capital francesa.
La estancia dio a Picasso la oportunidad de tomar contacto directo con las corrientes de vanguardia y con la obra de artistas como  Cézanne,  Toulouse-Lautrec , Pierre Bonnard y Vincent van Gogh que se exponía en estos momentos en las galerías de arte. También le permitió desarrollar sus grandes dotes de observación de todo lo que le rodeaba. De hecho, lo que le fascinaba realmente es la vida de la ciudad, los locales nocturnos y sus personajes, los lugares animados y bulliciosos. De estas zonas, extrae la cabaretera de Al camerino mientras se maquilla, antes de salir al escenario.

## Descripción
Es una pintura al pastel sobre papel de 48 x 53 cm, en el que la expresión de los sentimientos flota por encima de todo respeto a las normas compositivas, como en muchas obras de Théophile Alexandre Steinlen. El exquisito uso del color, lleno de matices y con el florecimiento de una cromática viva, muestra, una vez más, el dominio del oficio que había alcanzado el joven pintor.
El tema de la mujer reflejándose o haciéndose el aseo, se inicia este año en la obra picassiana y se mantiene hasta que estalla con una virulencia extraordinaria entre 1905 y 1906. El cuerpo femenino, en todas sus facetas, atrae desde muy pronto a Picasso y deriva en uno de sus temas preferidos.